# TuxMathScrabble
TuxMathScrabble é uma versão matemática do clássico jogo de palavras Scrabble (marca registrada da Hasbro), com palavras cruzadas, que desafia as crianças a construir equações de números compostos e a considerar múltiplas possibilidades abstratas. O jogo foi originalmente desenvolvido para o sistema operacional Linux e posteriormente foi disponibilizado como multiplataforma (Linux, Mac, Windows).
Pode ser jogado por 0, 1 ou 2 jogadores, onde o zero corresponde ao modo demonstrativo. Foi construído com software de código aberto e lançado sob a GNU General Public License.
A primeira versão do TuxMathScrabble é de 2001 e versões periódicas de manutenção são lançadas continuamente. O jogo possui uma aplicação "irmã", o TuxWordSmith, que é similar e suporta mais de 80 idiomas, incluindo grego e russo.

## Recursos
- Painel gráfico de administração de configuração, que utiliza wxPython
- Personagem Tux animado
- Ladrilhos animados ganham vida com acertos
- Modo demonstrativo/Protetor de tela
- Projetado para ser independente de plataforma (Linux, Windows, Mac OS X, BeOS)
- Exibição opcional de fogos de artifício na abertura do programa
- Tabela de pontuações mais altas
- Modos de 0 (demo), 1 e 2 jogadores

## Distribuição
TuxMathScrabble está disponível em várias distribuições Linux, incluindo Edubuntu, variação do Ubuntu, Gentoo Linux, [Suse] e várias coleções de software educacional.